# Hypselodoris emma
Hypselodoris emma Rudman, 1977 è un mollusco nudibranchio della famiglia Chromodorididae.

## Descrizione
Corpo di colore crema o giallo, con bordo violaceo o blu sia sul piede che sul mantello. Tre linee viola corrono lungo il corpo, mentre rinofori e branchie sono di colore bruno-arancio, sui primi talvolta compare un puntino bianco.

## Distribuzione e habitat
Questa specie ha un areale Indo-Pacifico.